# Symphonistis bradleyella
Symphonistis bradleyella är en fjärilsart som beskrevs av Ulrich Roesler 1978. Symphonistis bradleyella ingår i släktet Symphonistis och familjen mott. Inga underarter finns listade i Catalogue of Life.